# Jacques Baratier
Jacques Baratier (8 de marzo de 1918 – 27 de noviembre de 2009) fue un director, guionista y actor cinematográfico de nacionalidad francesa. Cineasta exigente, en las antípodas del cine comercial, consideraba el cine como una aventura intelectual y no como un trabajo, y con ese mismo espíritu colaboró con escritores y autores de su tiempo como Jacques Audiberti, Christiane Rochefort o Fernando Arrabal. Solamente conoció en una ocasión el éxito popular, con la película Dragées au poivre. El público francés le debe que, en su primer largometraje, Goha le simple, dio a conocer al actor egipcio Omar Sharif. Por dicho film obtuvo el Premio Internacional del Festival de Cannes de 1958. 

## Biografía
Nacido en Montpellier, Francia, bajo el impulso de su padre, banquero, Jacques Baratier estudió derecho hasta licenciarse en 1938. Con el estallido de la Segunda Guerra Mundial, Baratier cumplió servicio militar en aviación, decidiendo servir en Marruecos. Tras la Liberación, frecuentó el barrio Saint-Germain-des-Prés, conociendo a Gabriel Pomerand, Olivier Larronde, Jacques Besse y Boris Vian. Varios años más tarde viajó al norte de África con el proyecto de hacerse pintor. Pero en el Sahara argelino coincidió con un equipo cinematográfico, el de René Chanas, que rodaba L'Escadron blanc. Participó como extra, y después como ayudante de dirección. En 1948 dirigió un cortometraje, Les Filles du soleil, dedicado a la vida de las tribus bereberes. 
A continuación rodó varios documentales (Désordre, La Cité du Midi, Métier de danseur dedicado a Jean Babilée, y Chevalier de Ménilmontant sobre el París de Maurice Chevalier). En 1956 realizó un corto sobre la vida nocturna de París, Paris, la nuit, que obtuvo el Oso de Oro en el Festival Internacional de Cine de Berlín. 
En 1957 rodó en Túnez su primer largometraje de ficción, Goha le simple, con Omar Sharif y Zohra Faiza en los principales papeles. Claudia Cardinale, que se había desplazado como estrella femenina, no tuvo más que un pequeño papel. Con ese film recibió el Premio Internacional del Festival de Cannes de 1958. « Mi padre propuso, subrayaba Diane Baratier, a un joven actor egipcio, Omar Sharif", para el primer papel. En Túnez se fijó en una joven de 16 años, Claudia Cardinale, a la que propuso el papel femenino. Ella aceptó, pero el coproductor se negó. Siguiendo como siempre a su inspiración, mi padre pidió a Georges Schehadé, poeta libanés, escribir el guión y los diálogos de Goha. ».
Para su siguiente película trabajó con el escritor Jacques Audiberti, del que adaptó su novela La Poupée (1962). Hizo un film satírico que tenía como fondo a una dictadura sudamericana. En el reparto integró a actores teatrales como Sacha Pitoëff, Jacques Dufilho, Daniel Emilfork y el travestí Sonne Teal. 
Al siguiente año Jacques Baratier rodó una cinta inspirada en sketches de Guy Bedos, Dragées au poivre, en la que trabajaban, entre otras estrellas, Jean-Paul Belmondo, Simone Signoret, Francis Blanche y Claude Brasseur. En 1965 Baratier reencontró, con L'Or du duc, la inspiración de René Clair que él reivindicó tras sus inicios (dirigió también un retrato del cineasta para la televisión). En la cinta trabajaba el actor Claude Rich. 
En 1974 dirigió varias emisiones del programa Italiques, un programa literario de Marc Gilbert.
A lo largo de toda su carrera, Jacques Baratier, influenciado por el cine surrealista, el espíritu del barrio de Saint-Germain-des-Prés, y el psicoanálisis, dirigió películas que exploraban la locura y el inconsciente : Piège (1969), L'Araignée de satin (1984), o Rien, voilà l'ordre (2004). Otras producciones, más realistas, se aproximaban al documental : Le Désordre à vingt ans (1967) sobre el Saint-Germain-des-Prés de la posguerra donde encontró a Boris Vian, Jacques Audiberti, Juliette Gréco y Gabriel Pomerand. O La Ville-bidon (1973), que denunciaba la edificación de torres en el París suburbano, y en el cual Roland Dubillard encarnaba a un guardián de vivienda con renta protegida.
Jacques Baratier falleció en Antony, Francia, en 2009.

## Filmografía
Cortos
- 1948 : Les Filles du soleil
- 1949 : Désordre
- 1951 : La Cité du midi
- 1952 : La Vie du vide
- 1953 : Le Métier de danseur
- 1954 : Histoire du Palais idéal
- 1956 : Paris la nuit (codirector : Jean Valère)
- 1964 : Èves futures
- 1966 : Voilà l'ordre, con Antoine, Arthur Adamov, Louis Arbessier
- 1969 : Les Indiens
- 1975 : Opération séduction

Largometrajes
- 1958 : Goha le simple, con Omar Sharif, Zohra Faiza, Daniel Emilfork, Claudia Cardinale y Lauro Gazzolo
- 1962 : La Poupée, con Zbigniew Cybulski, Sonne Teal,[3] Sacha Pitoëff, Daniel Emilfork, Jacques Dufilho
- 1963 : Dragées au poivre, con Guy Bedos, Jean-Paul Belmondo y Claude Brasseur
- 1965 : L'Or du duc (codirigida con Bernard Toublanc-Michel), con Pierre Brasseur, Claude Rich y Annie Cordy
- 1967 : Le Désordre à vingt ans
- 1968 : René Clair (TV), en la serie Cinéastes de notre temps
- 1970 : Piège, con Bernadette Lafont, Bulle Ogier
- 1973 : La Ville bidon, con Bernadette Lafont, Daniel Duval y Roland Dubillard
- 1974 : Vous intéressez-vous à la chose ?, con Nathalie Delon, Didier Haudepin y Roland Blanche
- 1986 : L'Araignée de satin, con Ingrid Caven, Catherine Jourdan y Daniel Mesguich
- 2003 : Rien, voilà l'ordre, con Amira Casar, James Thierrée y Laurent Terzieff
- 2009 : Le Beau Désordre (inacabado)

Ayudante de dirección
- 1950 : Nous avons tous fait la même chose, de René Sti
- 1950 : Mon ami le cambrioleur, de Henri Lepage
- 1963 : La Corruzione, de Mauro Bolognini

## Premios y distinciones
Festival Internacional de Cine de Cannes
| Año  | Categoría         | Película | Resultado |
| ---- | ----------------- | -------- | --------- |
| 1958 | Premio del jurado | Goha     | Ganador   |

Festival Internacional de Cine de Berlín
| Año  | Categoría                      | Película      | Resultado |
| ---- | ------------------------------ | ------------- | --------- |
| 1956 | Oso de Oro al mejor documental | Paris la nuit | Ganador   |